# Carcelia hilaris
Carcelia hilaris là một loài ruồi trong họ Tachinidae.